# Aschhofen
Aschhofen ist ein Ortsteil der Gemeinde Feldkirchen-Westerham im oberbayerischen Landkreis Rosenheim. Das Dorf liegt im Osten der Gemeinde auf einer Höhe von 608,8 m ü. NN und hat 113 Einwohner (Stand 31. Dezember 2004). 1752 bestand der Ort bereits aus zehn Anwesen.
Koordinaten: 47° 55′ N, 11° 53′ O